# Польяк (Верхняя Гаронна)
Полья́к (фр. и окс. Paulhac) — коммуна во Франции, находится в регионе Юг — Пиренеи. Департамент — Верхняя Гаронна. Входит в состав кантона Монтастрюк-ла-Консейер. Округ коммуны — Тулуза.
Код INSEE коммуны — 31407.

## География

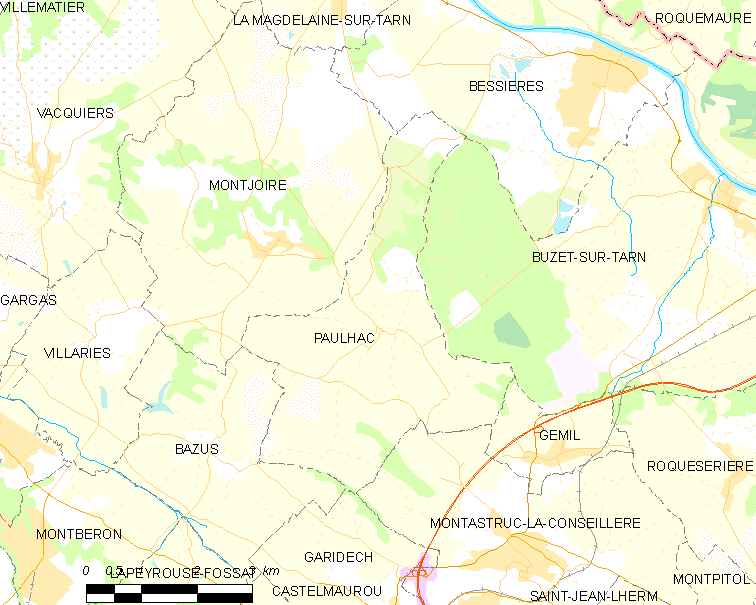
Карта коммуны

Коммуна расположена приблизительно в 570 км к югу от Парижа, в 20 км к северо-востоку от Тулузы.
По территории коммуны протекает небольшая река Маньябель (фр. Magnabel).

## Климат
Климат умеренно-океанический. Зима мягкая и снежная, весна характеризуется сильными дождями и грозами, лето сухое и жаркое, осень солнечная. Преобладают сильные юго-восточные и северо-западные ветры.

## Население
Население коммуны на 2010 год составляло 1128 человек.
| 1962 | 1968 | 1975 | 1982 | 1990 | 1999 | 2010 |
| ---- | ---- | ---- | ---- | ---- | ---- | ---- |
| 382  | 416  | 458  | 577  | 684  | 913  | 1128 |

## Администрация
| Период | Период | Фамилия        | Партия                  | Примечания |
| ------ | ------ | -------------- | ----------------------- | ---------- |
| 1995   | 1997   | Жан Крамоссель | Социалистическая партия |            |
| 1997   | 2020   | Дидье Кюжив    | Социалистическая партия |            |

## Экономика
В 2010 году среди 736 человек трудоспособного возраста (15—64 лет) 585 были экономически активными, 151 — неактивными (показатель активности — 79,5 %, в 1999 году было 71,7 %). Из 585 активных жителей работали 553 человека (289 мужчин и 264 женщины), безработных было 32 (18 мужчин и 14 женщин). Среди 151 неактивных 69 человек были учениками или студентами, 38 — пенсионерами, 44 были неактивными по другим причинам.